# АдВита
АдВита (от лат. ad vitam — «ради жизни») — негосударственный благотворительный фонд, созданный в 2002 году для оказания помощи людям, страдающим онкологическими заболеваниями. Крупнейший по сборам благотворительный фонд Санкт-Петербурга — самый крупный региональный фонд и седьмой в стране по сборам.

## История
Благотворительный фонд зарегистрирован 1 апреля 2002 года, большая часть учредителей — врачи Клиники трансплантации костного мозга (ТКМ) СПбГМУ имени академика Павлова, в 2013 году это была клиника «НИИ детской онкологии, гематологии и трансплантологии имени Раисы Горбачёвой Архивная копия от 6 апреля 2019 на Wayback Machine». Председателем фонда является Борис Владимирович Афанасьев, директор клиники. Заняться организацией фонда помощи онкологическим больным Павла Гринберга, одного из учредителей, побудила личная история: тремя годами ранее он обращался в клинику за помощью для своей подруги, которая была больна лейкозом, она попросила собирать пожертвования для людей, проходящих химиотерапию. Сайт advita.ru был создан в 2000 году в рамках предшествующей фонду акции по сбору средств для клиники. Своё название фонд позаимствовал у девиза первых акций по набору потенциальных доноров костного мозга, проведённых в 2000 году среди сотрудников СПбГМУ: «ad salutem vita», сокращенно лат. ad vitam — «ради жизни», буква «m» в конце была пропущена по ошибке, которую уже было решено не исправлять.
Фонд занимается привлечением средств для поиска доноров костного мозга и поддерживает создание донорского банка в ПСПбГМУ, выступая за создание единого национального регистра доноров.
Первые годы фонд работал на волонтёрских началах и помогал трём больницам: клинике ТКМ, отделению химиотерапии лейкозов ДГБ1 и отделению детской онкологии ГБ31. Однако, фонд не имел большого успеха до прихода в 2005 году координатора Елены Грачёвой, работавшей учительницей русского языка и литературы в гимназии № 610. На 2019-й она занимает должность административного директора. С того времени стали расти сборы, количество подопечных, при фонде создали волонтёрскую и донорскую службы, они заключили договоры о поставке лекарств для больных по льготным ценам. Если в 2002 году помощь от фонда получили 24 человека, то к 2016 году эта цифра достигла 933 человек. В 2014 году годовой бюджет фонда превысил 300 миллионов рублей. Штат сотрудников «АдВиты» насчитывает 32 человека, исполнительным директором является Павел Гринберг. В 2007 году в Америке был зарегистрирован дочерний фонд AdVita Fund USA, помогающий россиянам и гражданам бывшего СССР.

## Деятельность
Фонд оказывает поддержку онкогематологическим отделениям больниц и проходящим там лечение пациентам, оплачивает лекарства, материалы и имплантаты, ищет доноров костного мозга, покупает оборудование, снимает жильё для иногородних пациентов, содействует пациентам в реализации их бытовых потребностей.
«АдВита» занимается онкологическими больными всех возрастов, тогда как большинство фондов работает в основном с детьми. Подопечными фонда являются больные со всей России, которые лечатся в больницах Санкт-Петербурга. Основные поддерживаемые фондом медицинские учреждения: Институт детской гематологии и трансплантологии имени Раисы Горбачёвой, отделение детской онкологии городской клинической больницы № 31, отделение химиотерапии лейкозов детской городской больницы № 1 и НМИЦ онкологии имени Петрова. Среди направлений помощи — сбор денег на жизненно важные лекарства, которые заканчиваются в конце года из-за особенностей российской системы закупок по госконтрактам. Речь идет о препаратах, необходимых для лечения тяжелых онкологических и гематологических заболеваний.
В фонде действует волонтёрская служба, насчитывающая свыше тысячи человек, из которых регулярно работают около 350. Волонтёры заняты сбором пожертвований на благотворительных акциях, работой со статистикой, обеспечением досуга пациентов в больницах и их мобильности. К примеру, часть волонтёров отвозит больных на культурные мероприятия — фонд исходит из убеждения, что для эффективной помощи онкологическому больному недостаточно только сбора денег. Для фандрайзинга фонд расставляет ящики в дружественных организациях — к примеру, магазинах сетей «Азбука вкуса» и «Лэнд», музеях Суворова и Достоевского, фирменных магазинах футбольного клуба «Зенит», ресторанах сети быстрого питания «Теремок», в некоторых парикмахерских и гостиницах Санкт-Петербурга, а в платёжных терминалах сети магазинов «Связной» присутствует функция перевода денег в счёт фонда «АдВита».
Фонд занимается лоббированием изменений в российском законодательстве, направленных на создание более благоприятных условий для лечения онкологических заболеваний, а также благотворительности. Приоритетом деятельности «АдВиты» является создание Национального регистра доноров костного мозга. В частности, эта проблема была озвучена исполнительным директором фонда Павлом Гринбергом в мае 2011 года на встрече президента России Дмитрия Медведева с общественными организациями Санкт-Петербурга. В тот же год было значительно упрощено налоговое законодательство в отношении благотворительных организаций, что многие из них сочли серьёзным прорывом. В 2013 году, при участии фонда, был создан Национальный регистр доноров костного мозга. «АдВита» занимается популяризацией донорства, включая развенчание связанных с ним мифов. В конце 2021 года член правления БФ «AdVita» Елена Грачева призвала голосовать против законопроекта, предложенного Минпромторгом, ограничивающего импорт лекарств.  Представитель фонда комментировал для СМИ проблемы, связанные с новыми правилами оказания онкологической помощи взрослым пациентам в России, вступающими в действие с 1 января 2022 года, пояснив, что с трудностями могут столкнуться больницы малых городов и небольшие частные клиники, в которых теперь не смогут лечиться пациенты с рядом соответствующих заболеваний.
Фонд занимается популяризацией благотворительности, в особенности такой её формы, при которой сбор пожертвований складывается из небольших пожертвований широкого круга лиц. При этом, по словам Елены Грачёвой, одной из проблем фонда (как и всей благотворительности в России) является преобладание в пожертвованиях корпоративной доли, а не частной. Сотрудничество фонда «АдВита» с различными коммерческими организациями не сводится только к привлечению средств. К примеру, в 2011 году между фондом и авиакомпанией «Трансаэро» было заключено соглашение о бесплатной перевозке онкобольных детей. По инициативе фонда комитет по транспорту Санкт-Петербурга внёс в правила пользования метрополитеном поправки, запрещающие сборы денег в метро, которые в подавляющем большинстве являются мошенническими.
В 2008 года фонд «АдВита» запустил проект «Помогать легко», зарегистрированный как юридическое лицо — самостоятельный фонд. Он собирает пожертвования с продажи открыток и сувениров с рисунками подопечных фонда. Фонд АдВита стал создателем концепции «лёгкой благотворительности», согласно которой пожертвования не должны обременять жертвователя и напротив давать ему ощущение причастности к благому делу. В 2016 году «АдВита» запустил продажу благотворительных сувениров серии «Петербург в миниатюре» — керамические модели достопримечательностей Петербурга, а позднее и Выборга. По замыслу руководителей фонда, такая форма благотворительности даёт больше возможностей снизить количество исключительно адресных пожертвований, когда жертвователи стремятся отдать деньги не фонду, а конкретному человеку (как правило, ребёнку), история которого вызвала у них отклик, а также избавить жертвователей от «эмоционального террора», заключающегося в воздействии на их эмоции историями больных людей.
У проекта «Помогать легко» существует магазин «Легко-легко», продающий сувениры с рисунками. Также они продаются в отделениях Почты России и книжных магазинах сети «Буквоед». Также в рамках проекта действует арт-пространство «Легко-легко» в здании бывшей фабрики «Светоч» на Большой Пушкарской улице. На его площадке с 2015 года действует проект «Благотворительный университет», в рамках которого проводятся лекции и творческие встречи, вход на которые осуществляется за добровольное пожертвование. Гостями проекта были, к примеру, историк Лев Лурье, писатель и публицист Татьяна Москвина, психолог Людмила Петрановская. В 2017 году на продаже сувениров «Помогать легко» фонд «АдВита» выручил 2 миллиона 960 тысяч рублей, а на благотворительных мероприятиях в пространстве «Легко-легко» собрано 1 миллион 975 тысяч рублей. Как подчеркивается в аналитическом материале Forbes, посвященном заработкам благотворительных фондов, расходы магазина «Легко-легко» финансируются из собственных средств, а прибыль в конце года направляется в фонд «Адвита». При этом, по словам руководителя пространства «Легко-легко» Татьяны Найко, корпоративные заказы формируют около 80 % того, что удается заработать «Легко-легко».
Forbes отмечает, что существенным источником доходов фонда «АдВита» стал мультипликационный сериал «Летающие звери», созданный анимационной студией «ДА». Спонсор, являющийся донором фонда, взял на себя расходы по его производству. Сериал получился доходным, причем доход приносят не только его показы на телеканале и на YouTube (где он собрал миллионы просмотров), но и продажа сопутствующей продукции (мороженое, сладости, канцтовары и др.), а также брендирование на основе мультсериала и даже заказ спецсерии. Все эти доходы поступают правообладателю, то есть фонду «АдВита».
Периодически «АдВита» организует в Санкт-Петербурге благотворительные культурные мероприятия. К примеру, в феврале 2011 года в лютеранской церкви святых Петра и Павла прошёл благотворительный концерт Российского рогового оркестра. Летом того же года сеть гипермаркетов «Лента» совместно с фондом провела акцию, в рамках которой один процент выручки от продажи школьных товаров переводился в счёт фонда. В декабре 2011 года фонд принял участие в новогодней ярмарке журнала «Seasons» в Санкт-Петербурге, а также рождественском благотворительном базаре. В апреле 2017 года, в честь 15-летия фонда, был проведён благотворительный концерт камерного оркестра «Дивертисмент» на сцене Александринского театра. Также для подопечных «АдВиты» проводятся бесплатные культурные мероприятия. К примеру, в ноябре 2014 года им были выделены бесплатные билеты на мюзикл «Аладдин» в Санкт-Петербургском театре музыкальной комедии.
В 2021 году было объявлено о создании благотворителями «AdVita» фонда поддержки научных исследований имени Бориса Афанасьева в Санкт-Петербурге. Его деятельность ставит своей задачей поддерживать медицинские исследования в области онкологии, гематологии, генетики и трансплантации костного мозга. Ведется сбор пожертвований.